# Václav Študent
Václav Študent (25. listopadu 1917 Praha – 18. října 1942 Northolt) byl palubní střelec a pilot 311. československé bombardovací perutě RAF a oběť druhé světové války.

## Život

### Před druhou světovou válkou
Václav Študent se narodil 25. listopadu 1917 v Praze v rodině železničního zřízence Václava Študenta a Anny, rozené Svatkové. V roce 1932 se přestěhoval do Hostivice, kde si jeho rodiče postavili rodinný dům. Byl členem Sokola. V roce 1935 nastoupil prezenční vojenskou službu, sloužil u letectva a mezi lety 1936 a 1937 absolvoval školu pro důstojníky letectva v záloze v Prostějově.

### Druhá světová válka
Po německé okupaci opustil Václav Študent ilegálně 29. prosince 1939 Protektorát Čechy a Morava. Společně s Josefem Horákem a Josefem Stříbrným z Lidic se přes Slovensko, Maďarsko, Jugoslávii, Řecko, Turecko a Sýrii dostal 8. února 1940 do Marseille, načež v Agde vstoupil do zde vznikající československé zahraniční letecké jednotky. Do bitvy o Francii bojově nezasáhl, po pádu Francie se evakuoval do Spojeného království. Zde vstoupil do Royal Air Force a po vycvičení na palubního střelce byl zařazen k 311. československé bombardovací peruti. Jeho první operační let se uskutečnil 10. září 1940 na Brémy, první operační turnus ukončil v polovině roku 1941. Následně se přihlásil k výcviku na pilota vícemotorových bombardérů a po jeho ukončení se 20. června 1942 vrátil k 311. peruti a začal létat na hlídkové protiponorkové lety nad Biskajský záliv. Dne 27. září si zapsal pravděpodobné potopení německé ponorky, stroj byl však poškozen její obrannou palbou a většina posádky zraněna, přesto se mu podařilo nouzově přistát na prvním vhodném letišti. Dne 18. října 1942 letěl jako cestující do Londýna k podání hlášení po potopení ponorky a převzetí vyznamenání. Stroj, ve kterém letěl, se těsně před přistáním na letišti Norholt zřítil a shořel. Při nehodě zahynul Václav Študent a třináct dalších letců. Dne 23. října 1942 byl pohřben v hrobu č. 33 na hřbitově v Brookwoodu. Odlétal 65 operačních letů.

## Ocenění

### Vyznamenání
- Československý válečný kříž 1939
- Československá medaile Za chrabrost před nepřítelem

### Posmrtná ocenění
- Po Václavu Študentovi byla po válce pojmenována ulice v Hostivici, ve které s rodiči bydlel[1]
- Václavu Študentovi byla odhalena pamětní deska nacházející se v budově Hostivické sokolovny[2]
- Václav Študent byl v roce 1989 in memoriam povýšen do hodnosti plukovníka
- Václavu Študentovi bylo v roce 2006 uděleno čestné občanství města Hostivice